# Ike Skelton
Isaac Newton „Ike” Skelton IV (ur. 20 grudnia 1931 w Lexington w stanie Missouri, zm. 28 października 2013 w Arlington w stanie Wirginia) – amerykański polityk, członek Partii Demokratycznej.
W latach 1977–2011 przez siedemnaście kolejnych dwuletnich kadencji Kongresu Stanów Zjednoczonych był przedstawicielem czwartego okręgu wyborczego w stanie Missouri do Izby Reprezentantów Stanów Zjednoczonych.